# Идиопатски низак раст
Идиопатски низак раст (ИНР) је болест непознатог узрока или болест изазвана механизмом очигледног спонтаног порекла, код које је дете ниже висине од друге деце истог узраста, пола и групе становништва. Термин ИНР је у употреби најраније од 1975. године.

## Дефиниција
Ели Лили и компанија  (енгл. Eli Lilly and Company) (NYSE: LLY), глобални произвођач лекова са Седиштем компаније  у Индијанаполису у Сједињеним Америчким Државама, 2003. године понудила је прецизну дефиницији ИНР када је доставила податке о клиничком испитивању лека америчкој Управи за храну и лекове(ФДА) тражећи одобрење да рекламира њихов бренда хормон раста за лечење ИНР. Она гласи.... идиопатски низак раст (ИНР) се дефинише скором стандардне девијације висине (СДВ) ≤ -2,25 (≤1,2. перцентила) код педијатријских пацијената код којих је дијагностичка евалуација искључила друге узроке ниског раста, а нивои хормона раста су изнад 10 нанограма по милилитру као одговор на физиолошку/пхармак стимулацију. Ова дефиниција, иако је свеобухватна, је статична и не узима у обзир важност лонгитудиналног праћења раста и разматрања еволуирајућих узрока недостатка хормона раста код ове деце.

## Етиологогија
Код овог стања лекари не могу да идентификују специфичан поремећај или други етиолошки фактор који га узрокује.Низак раст је често једина карактеристика ИНР, иако, деца са ИНР на рожењу имају типичну порођајну тежину, пропорције тела и нивое хормона раста.
| Нормалне варијанте раста | Породићно низак раст Кашњење у расту и пубертету                                                       |
| Системски поремећаји     | |
| Ендокрини поремећаји     | Недостатак хормона раста                                                                               |
|                          | Хипотиреоза Вишак кортизола (ендогени или егзогени)                                                    |
| Неендокрини поремећаји   | Неухрањеност                                                                                           |
|                          | Малапсорптивна обољења                                                                                 |
|                          | Генетски синдроми: Тарнеров синдром, Ноонанов синдром, Ахондроплазија, хаплоинсуфицијенција СХОКС гена |
|                          | Хронична инфламаторна стања (нпр.: инфламаторне болести црева)                                         |
|                          | Хронична медицинска стања (нпр: астма на инхалационим стероидима)                                      |

## Дијагноза
Дијагноза идиопатског ниског раста поставља се након што се искључе други узроци ниског раста. Ови узроци могу укључивати недостатак хормона раста или генетске поремећаје. Да би се истражили могући узроци ИНР могу се извршити физичка мерења и обавити  лабораторијски тестови. Један од тестова је стимулацију или „стим“ тест, који мери ниво хормона раста у телу детета.
Ако ниједан од тестова не указује на одређени јасан узрок, дијагностикује се постојања ИНР.

## Терапија
Постоје неки докази да хормонско лечење можда неће донети до значајног побољшања болести и психосоцијалног функционисања.
Процењује се да би лечење таквих особа могло да кошта 100.000 америчких долара или више, али би се резултати могли померити само са првог процента на можда 10%  Употреба инсулина сличног фактору раста 1  или инхибитор  ароматазе  предложен је  као алтернатива хормону раста.